# Nicole Fossa Huergo
Nicole Fossa Huergo (* 26. Mai 1995 in Isernia) ist eine italienische Tennisspielerin.

## Leben und Karriere
Fossa Huergo spielt hauptsächlich auf der ITF Women’s World Tennis Tour, wo sie bislang einen Einzeltitel und zwölf Doppeltitel gewann. Ihr aus Rosario in Argentinien stammender, zu Beginn der 1990er Jahre nach Italien ausgewanderter Vater arbeitet als Tennislehrer und spielte ebenfalls Tennis im Amateurbereich. Ihre Mutter war professionelle Volleyballspielerin in der Serie A.
Nicole Fossa Huergo besitzt einen Hochschulabschluss in Managerial economics, den sie an der Universität von Arizona im Mai 2019 ablegte.

## Turniersiege

### Einzel
| Nr. | Datum            | Turnier                  | Kategorie | Belag | Finalgegnerin   | Ergebnis      |
| --- | ---------------- | ------------------------ | --------- | ----- | --------------- | ------------- |
| 1.  | 20. Oktober 2024 | Santa Margherita di Pula | ITF W35   | Sand  | Federica Urgesi | 6:0, 3:6, 6:2 |

### Doppel
| Nr. | Datum              | Turnier               | Kategorie   | Belag | Partnerin                 | Finalgegnerinnen                              | Ergebnis           |
| --- | ------------------ | --------------------- | ----------- | ----- | ------------------------- | --------------------------------------------- | ------------------ |
| 1.  | 26. Dezember 2020  | Antalya               | ITF $15.000 | Sand  | Julia Kimmelmann          | Anastassija Poplawska Arina Solomatina        | 6:3, 6:3           |
| 2.  | 1. Mai 2021        | Kairo                 | ITF W15     | Sand  | Schibek Qulambajewa       | Elina Awanessjan Oana Gavrilă                 | 6:3, 6:2           |
| 3.  | 5. Juni 2021       | Banja Luka            | ITF W15     | Sand  | Bojana Marinković         | Katarína Kužmová Elena Milovanović            | 6:2, 3:6, [10:8]   |
| 4.  | 4. Dezember 2021   | Iraklio               | ITF W15     | Sand  | Lauryn John-Baptiste      | Walerija Oljanowskaja Nina Oljanowskaja       | 7:5, 6:4           |
| 5.  | 22. Juli 2023      | Pärnu                 | ITF W25     | Sand  | Luisa Meyer auf der Heide | Lucija Ćirić Bagarić Jenny Dürst              | 7:5, 7:5           |
| 6.  | 25. August 2023    | Brașov                | ITF W15     | Sand  | Bojana Marinković         | Bianca Bărbulescu Linda Ševčíková             | 6:2, 6:4           |
| 7.  | 20. Januar 2024    | Buenos Aires          | ITF W35     | Sand  | Miriana Tona              | Melany Solange Krywoj Noelia Zeballos         | 7:5; 6:3           |
| 8.  | 10. August 2024    | Bytom                 | ITF W50     | Sand  | Schibek Qulambajewa       | Maryna Kolb Nadija Kolb                       | 7:66, 6:2          |
| 9.  | 21. September 2024 | San Miguel de Tucumán | ITF W50     | Sand  | Schibek Qulambajewa       | María Paulina Pérez García Aurora Zantedeschi | 6:3, 4:6, [10:7]   |
| 10. | 5. Oktober 2024    | São Paulo             | ITF W75     | Sand  | Schibek Qulambajewa       | Eleni Christofi Aurora Zantedeschi            | 3:6, 6:2, [10:4]   |
| 11. | 18. Januar 2025    | Buenos Aires          | ITF W35     | Sand  | Anastasia Abbagnato       | Silvia Ambrosio Verena Meliss                 | 3:6, 6:4, [10:8]   |
| 12. | 19. April 2025     | Madrid                | ITF W100    | Sand  | Schibek Qulambajewa       | Marina Bassols Ribera Andrea Lázaro García    | 7:67, 6:74, [10:4] |